# Business Before Honesty
Business Before Honesty é um curta-metragem mudo norte-americano de 1918, do gênero comédia, dirigido por Charley Chase e estrelado por Oliver Hardy.

## Elenco

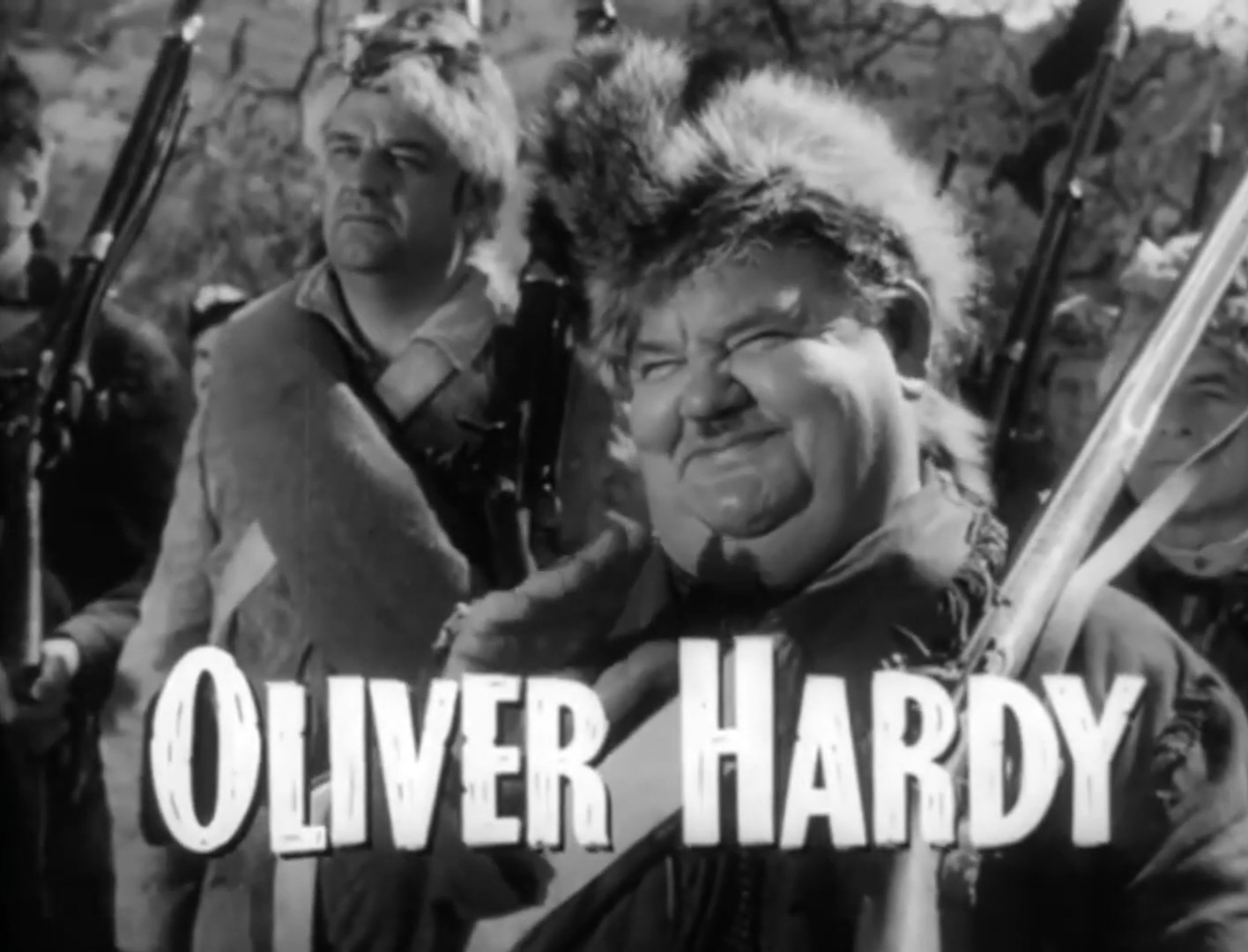
Oliver Hardy

- Harry Gribbon - Willie Steal
- Oliver Hardy - (como Babe Hardy)
- Eddie Barry - Nellie
- May Emory - (como Mae Emory)
- Helen Lynch